# 「港共受刑，天下制裁」集會
「港共受刑，天下制裁」集會，是指香港民間集會團隊於反對逃犯條例修訂草案運動期間，在2020年1月19日發起的集會，其目的為促請港府立即推行民主政改，否則呼籲其他國家制裁香港侵犯人權的官員及警方高層。民間集會團隊發言人劉頴匡在集會後宣佈，有至少15萬人參與集會，警方則聲稱今次集會最高峰僅11680人參與。
集會在進行約一個半小時後突然被腰斬，速龍小隊在遮打花園內外多次發射催淚彈和進行圍捕，結果最少30人被捕，當中至少8人涉嫌持有攻擊性武器。
民間集會團隊發言人劉頴匡指出，集會當日全球將會有12個國家22個城市同時舉行集會聲援香港。

## 正式集會前

### 「港共受刑，天下制裁」遊行前集氣大會

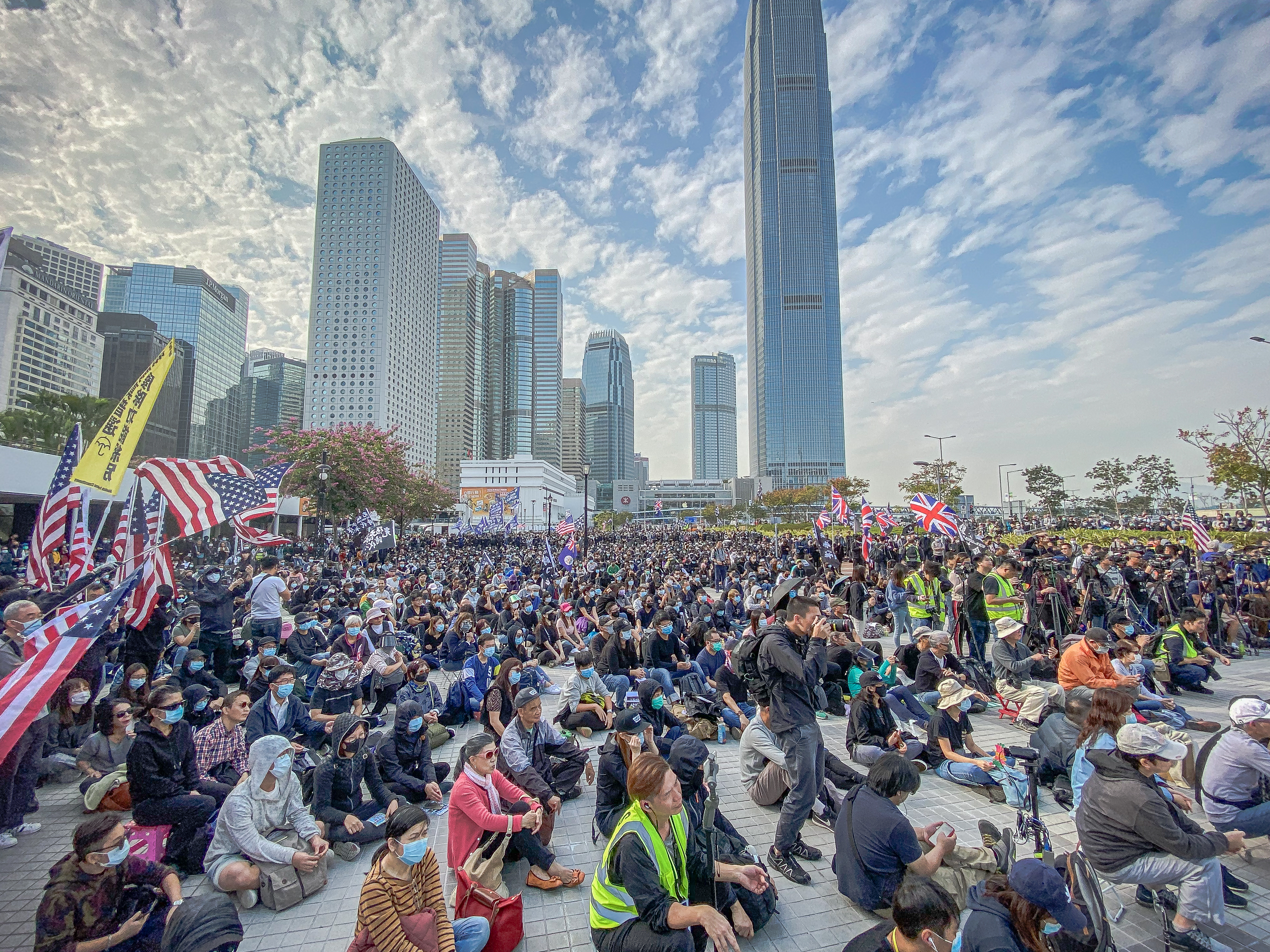
中環愛丁堡廣場「天下制裁集氣大會」集會，以「立即民主政改，否則天下制裁」為主題

民間集會團隊在集會一星期前（2020年1月12日）於中環愛丁堡廣場先行舉辦了「港共受刑，天下制裁」遊行前集氣大會。事前亦獲得警方不反對通知書。澳洲港人組織NSW Hongkongers事前為活動製作影片，鼓勵市民參加。
下午3時許，一批市民已到場聚集，部分人手持旗幟，亦有人舉起美國國旗及英國國旗。其後，參與者亦在場唱出反修例歌曲。大量防暴警員駐守中環各處，並不時截查身穿黑衣的市民。
集氣大會邀請來自加拿大、美國、澳洲和法國等地抗爭者發言，部份是外國留學生，也有移民港人。當中有不少成員分享其於海外會見國會議員進行遊說工作、到大學舉行學術交流、遊行集會、連儂牆等各種方式，爭取外國人支持。
另外，有參與的人士為來自中國內地的學生，他表示『如果沉默，就會失去擁有的一切』。
香港眾志成員黃奕武則分享德國戰線工作，他向歐洲朋友提出『良心消費』，並指當地應改變與中國訂立的貿易條例。秘書長黃之鋒則提出口號：相信「今日台灣，明日香港」，希望港人有朝一日都可選出屬於自己的特首及立法會。
青年新政召集人梁頌恆引用台灣例子，肯定香港人終能爭取到真正的一人一票民主。
劉頴匡批評，香港政府及中共對於香港人爭取民主的不同手段「沒有半分同情，反而幸災樂禍，落井下石」，「咁樣嘅人一定會有報應！」，又續稱，2020年會積極爭取各國通過香港人權法案，讓國際繼續注視香港，懲治獨裁者。
大會宣布有逾3.6萬人參與集會。
晚上約6時，在集會結束後，有人呼籲前往英國駐港總領事館，部分人其後向皇后像廣場行人隧道離開，沿途高叫口號，防暴警察則在中環和英國駐港總領事館一帶戒備，並截查多人，亦有部分人被帶上警車。

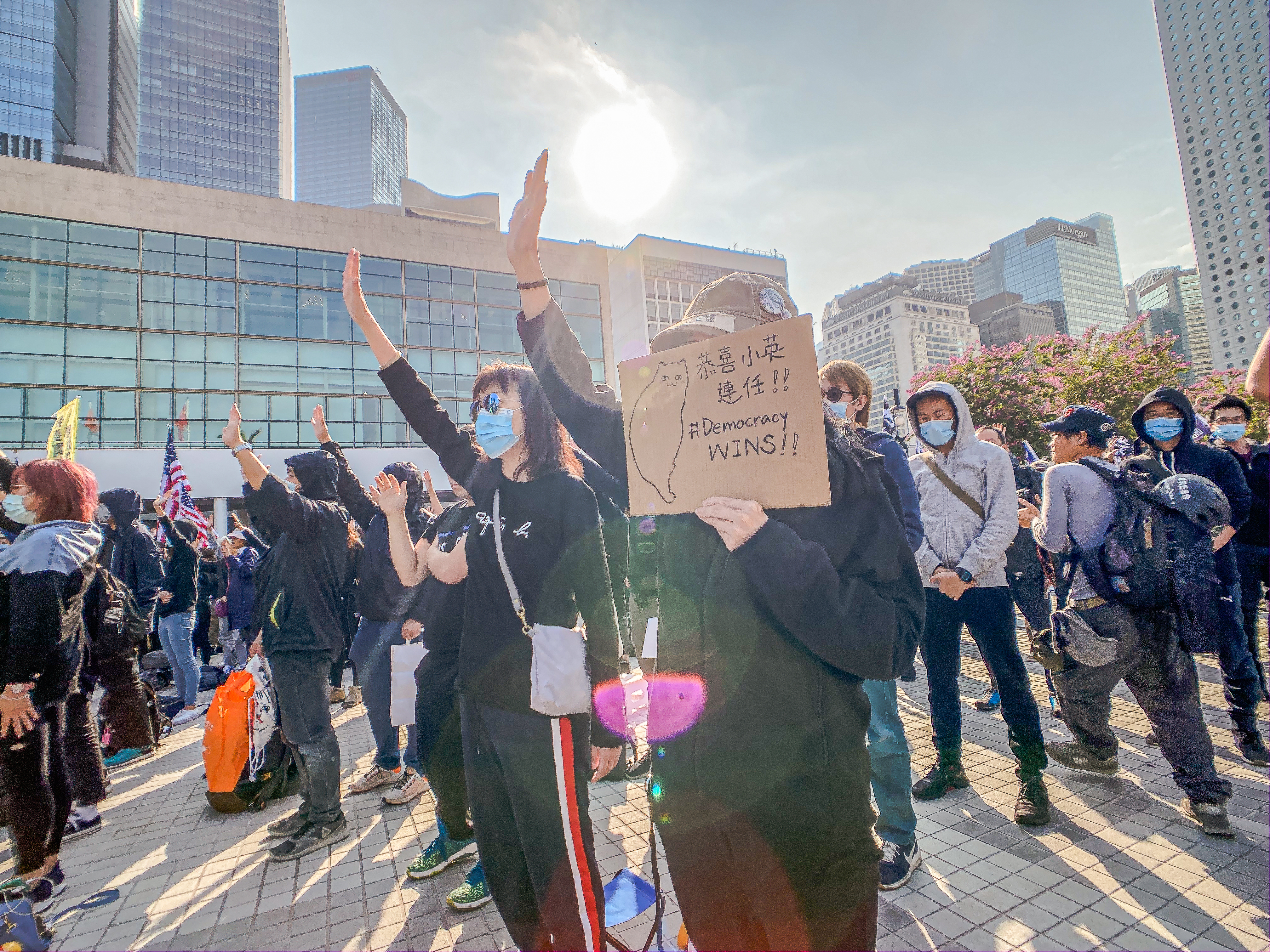
參與者在場唱出反修例歌曲，有人舉起恭喜蔡英文連任總統
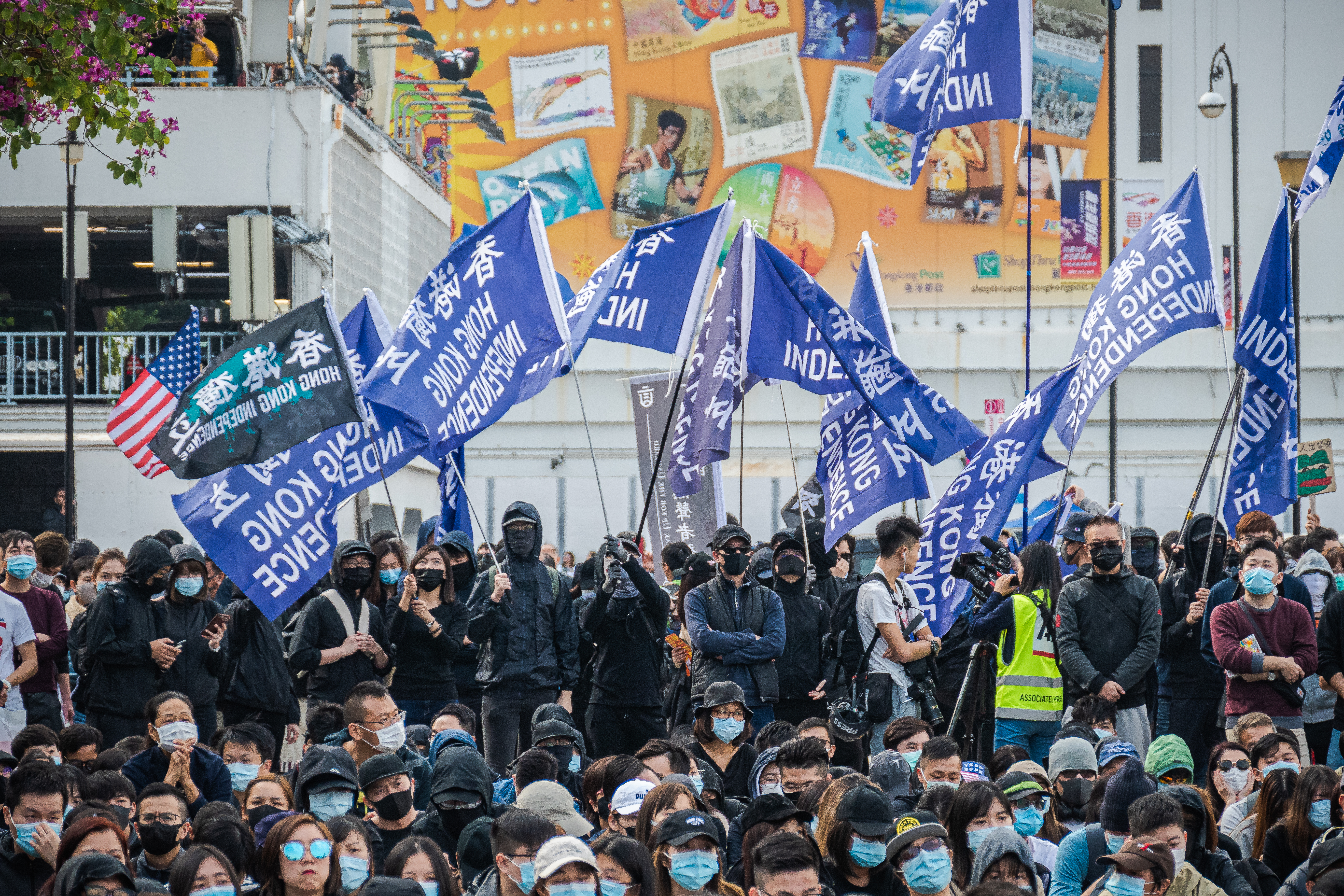
有參與者手持香港獨立旗幟
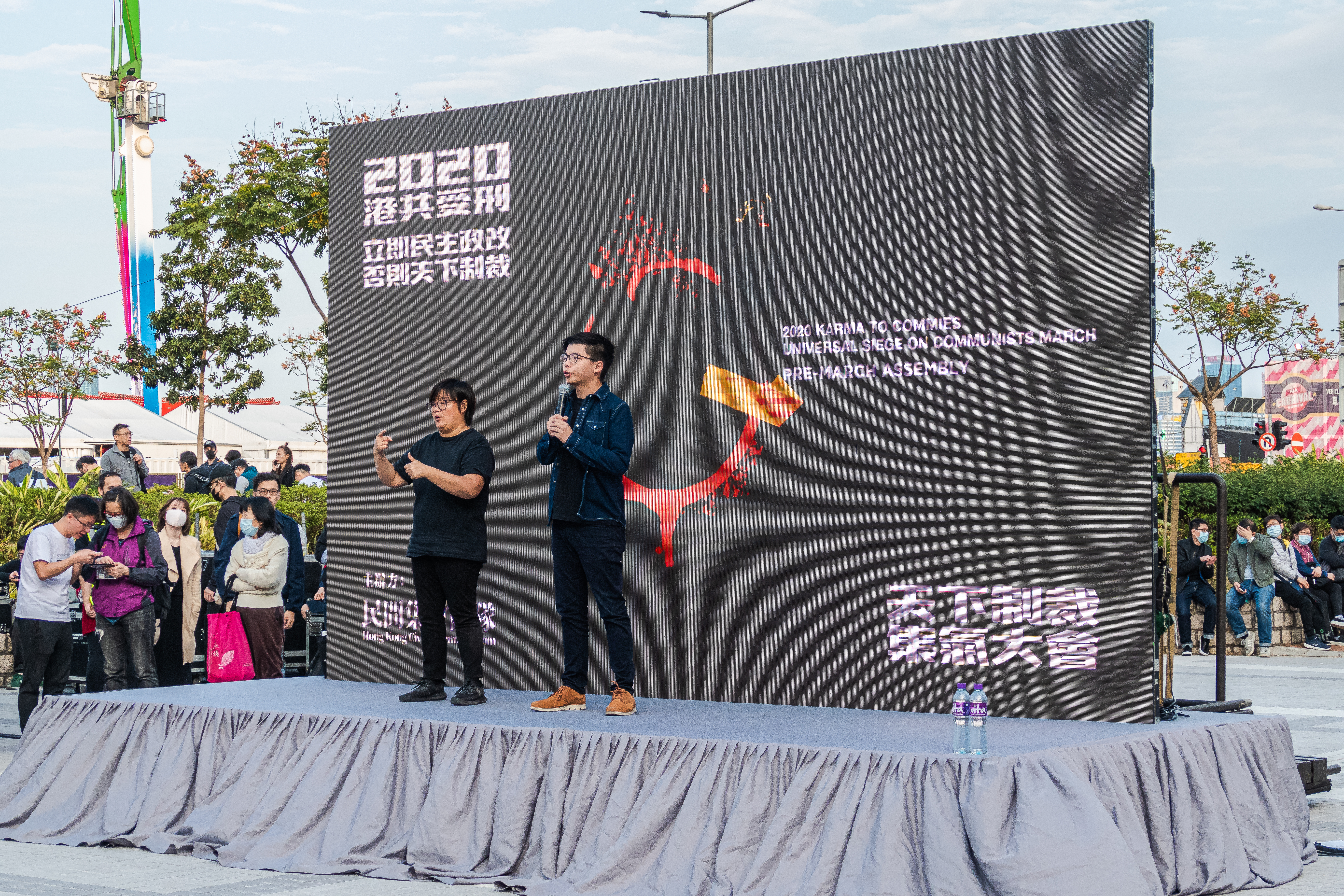
香港眾志秘書長黃之鋒發言
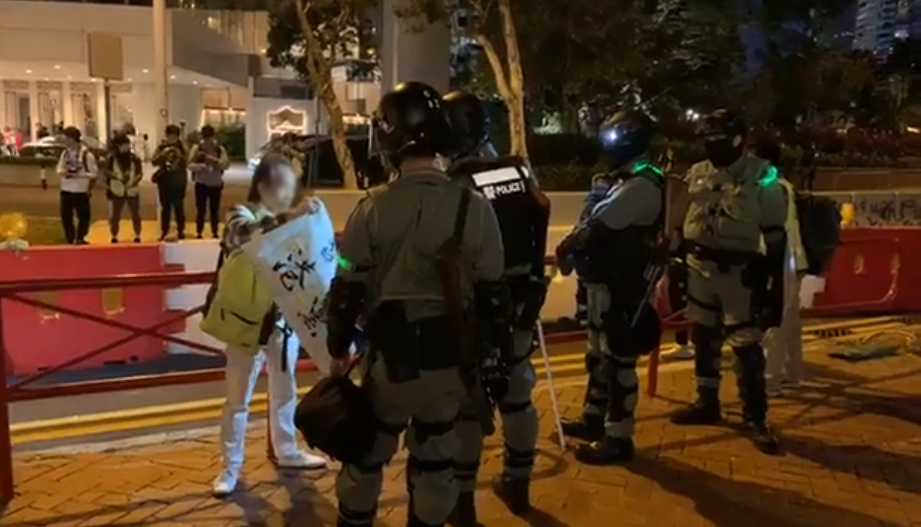
「港共受刑，天下制裁」遊行前集氣大會當天晚上，防暴警察在英國駐港總領事館一帶戒備，並截查市民

### 集會申請
民間集會團隊原定由中環遮打道行人專用區出發，遊行至銅鑼灣崇光百貨外。 警方1月16日獲發出通知書反對遊行，民間集會團隊就警方決定提出上訴。上訴委員會其後聆訊，委員會聽取雙方陳詞後，決定駁回民間集會團隊上訴，維持警方遊行決定。
公眾及遊行上訴委員會翌日就遊行的上訴申請舉行聆訊，上訴委員會以遊行將對公眾安全構成嚴重威脅為理由，駁回團體的上訴申請。
雖然如此，周日下午在中環遮打花園及遮打道行人專用區舉行公眾集會卻獲警方批准。民間集會團隊遂將遊行改為流水式集會，參加者可從中環進入會場，向金鐘方向離開。他亦提及以中環出發點、銅鑼灣為終點是由於在以往遊行中，大量參與人士被塞在維園數小時，且銅鑼灣商業發達、交通便利，方便參與人士解散以及後續活動。

## 集會過程

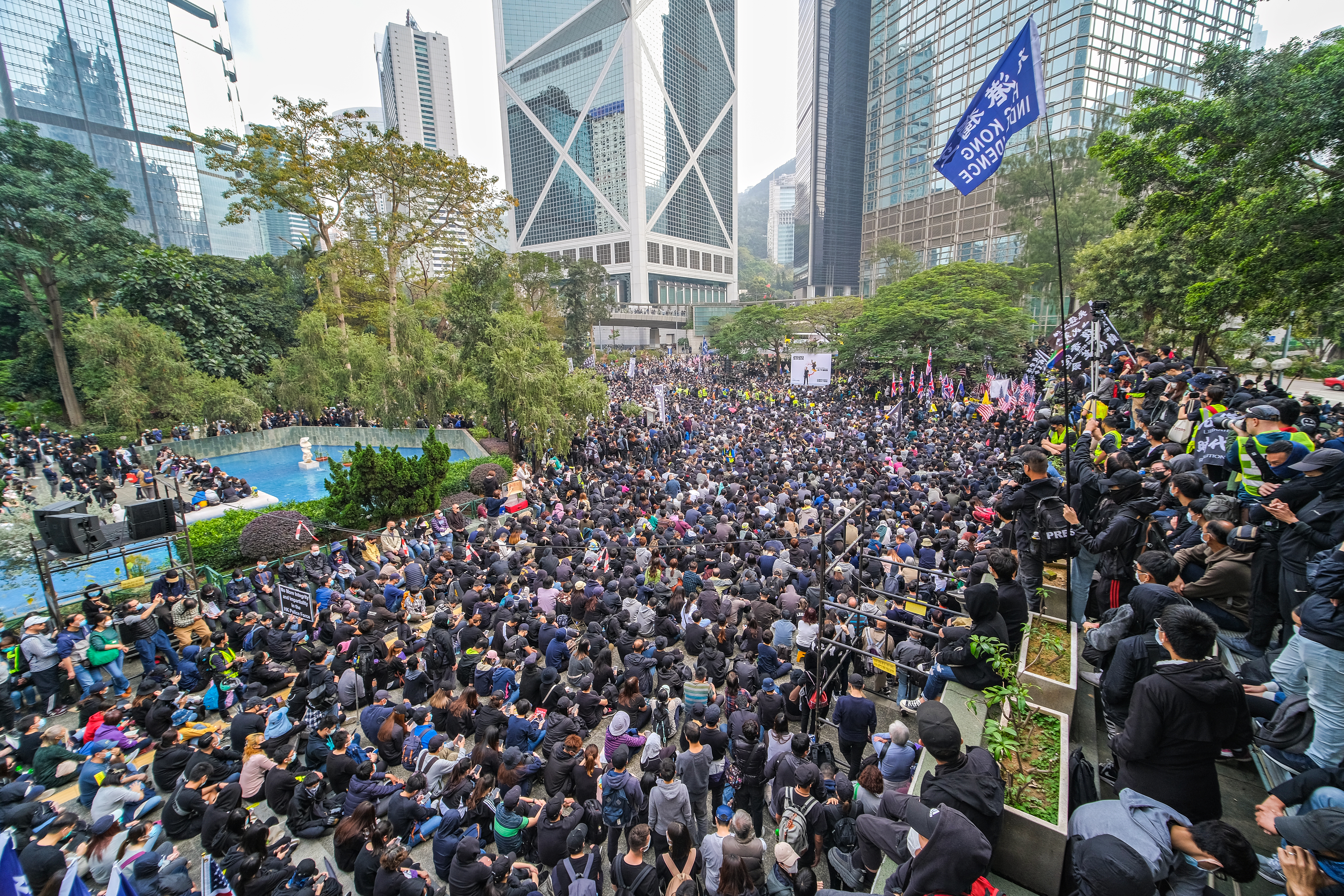
正式集會當天下午3時許，中環遮打花園集會擠滿人群

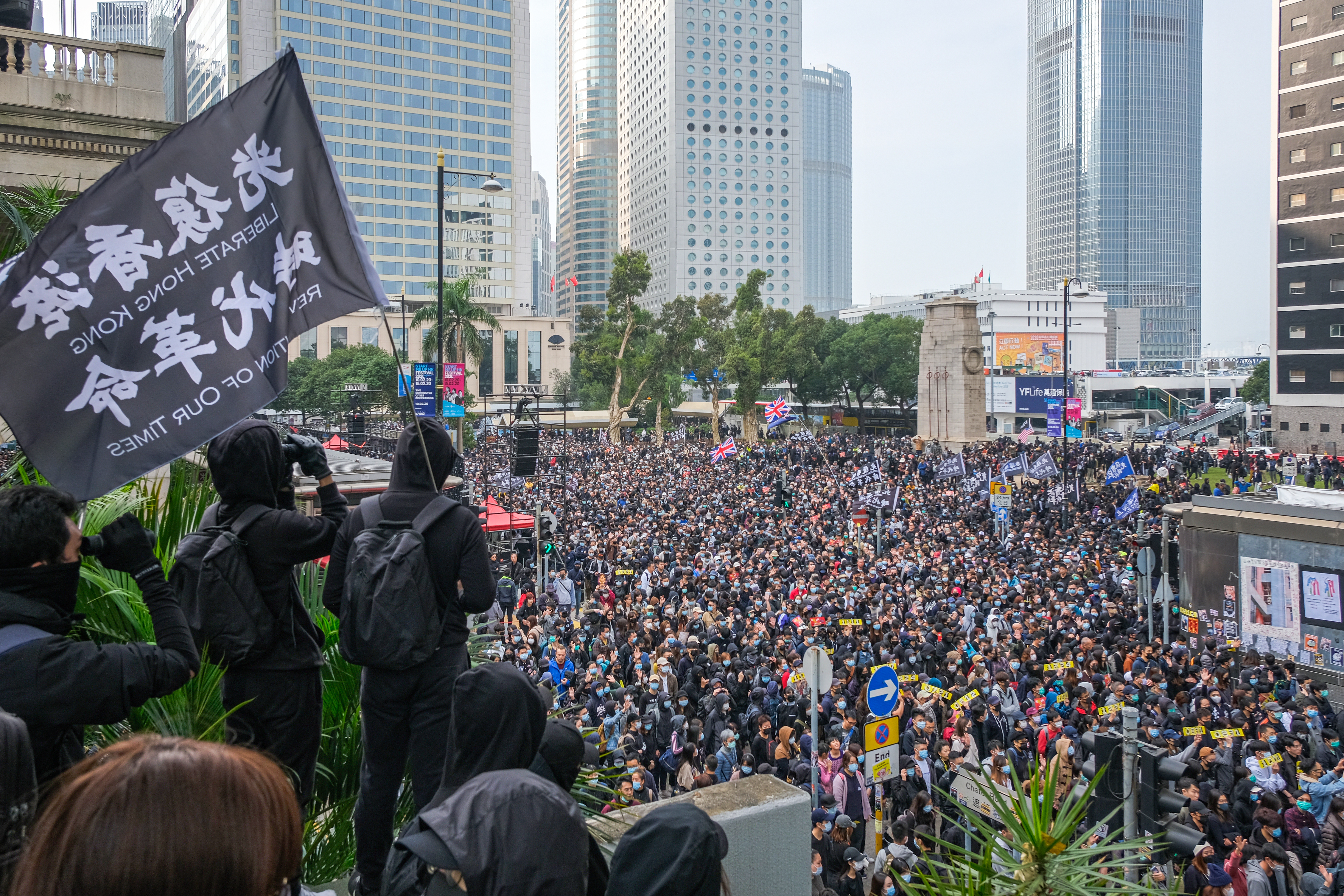
參加集會人士眾多，遮打道和和平紀念碑一帶也擠滿了人

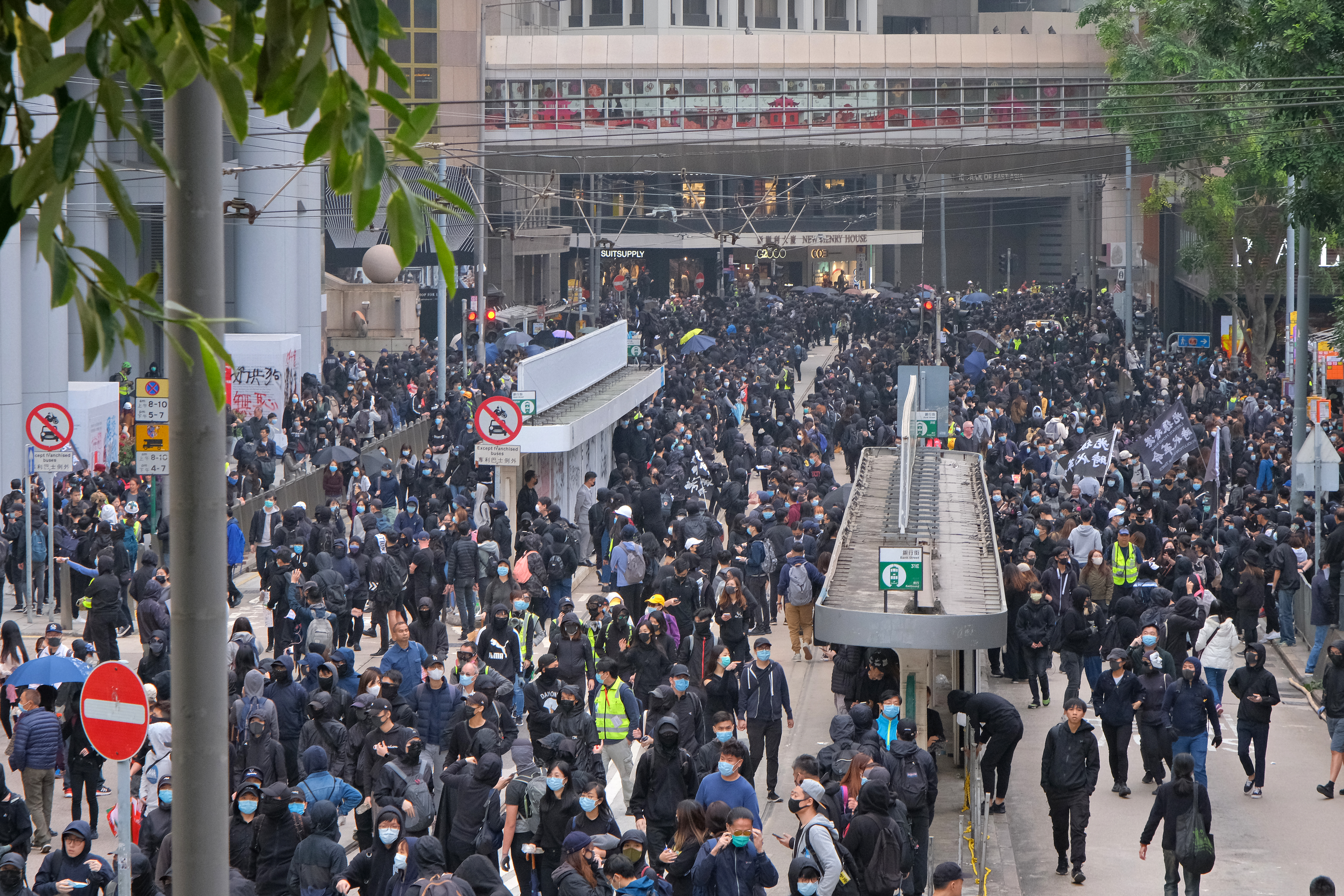
下午4時23分，有人以鐵欄、雪糕筒設路障，以及設傘陣，堵塞中環德輔道中及雪廠街一帶

集會開始前，遮打花園附近有不少工會擺設街站以及有人派發賀年揮春。至下午2時，遮打花園已聚集了約200人，但有參與集會的市民被多名防暴警察截查。最後雖然獲得放行，但警員命令該名男子不可參加集會，必須馬上離開。同一時間，大批防暴警察在附近戒備，水炮車及銳武裝甲車已在金鐘高等法院外駐守。並在中環港鐵站、高等法院外及銀行街等地方截查多人。警方在社交網站表示，在中環截查4名男子時，在他們身上搜獲鎚仔、士巴拿、伸縮棍、噴漆、手套等物品，他們涉嫌藏有攻擊性武器、或藏有工具可作非法用途被捕。
流水式集會於下午3時在遮打花園舉行。劉穎匡上台發言，其後一名意大利歌唱家上台演唱。集會人士擠滿遮打道和和平紀念碑
下午約4時，一個男子懷疑向警員投擲水樽被多名警員制服，警員一度使用胡椒噴劑驅散圍觀人群，亦有人以鐵欄、雪糕筒設路障，以及設傘陣，堵塞中環德輔道中及雪廠街一帶，並在馬路上投擲磚頭堵路。其後警方在德輔道中制服數名黑衣人，期間有人投擲漆彈塗污遮打花園附近大廈的外牆，更在中環遮打花園一帶縱火及堵路。下午4時24分，警方以安全為理由，要求終止集會，其後一名無佩戴委任證的便衣警突然要求主辦單位腰斬集會，並一度拒絕出示委任證，被鼓譟的群眾丟雜物、推撞及圍毆，頭部受傷流血。警方之後在遮打花園外內放催淚彈，並截查市民、記者、議員等，引起衝突，令集會腰斬。

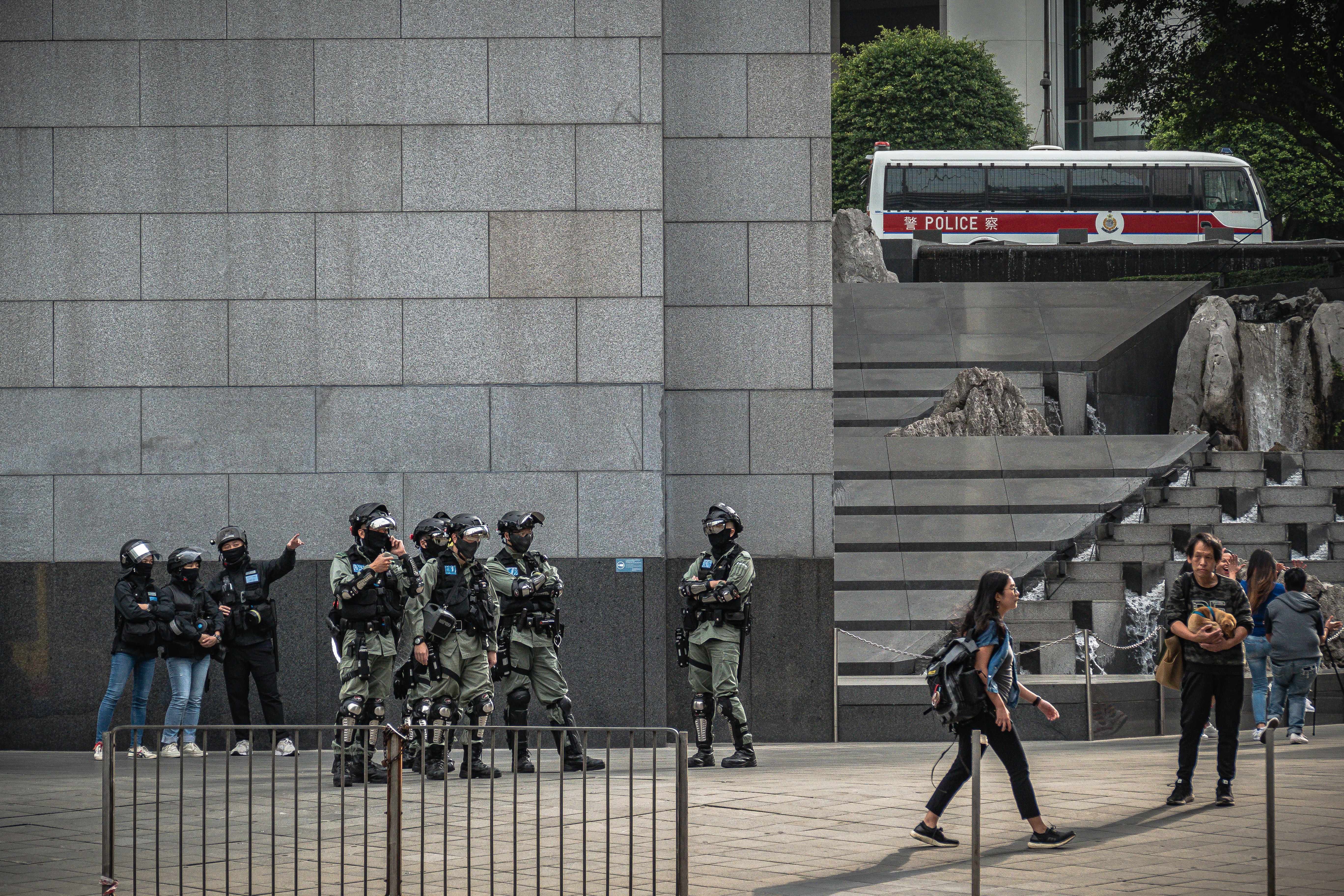
中銀大廈外有便衣警員和防暴警察戒備
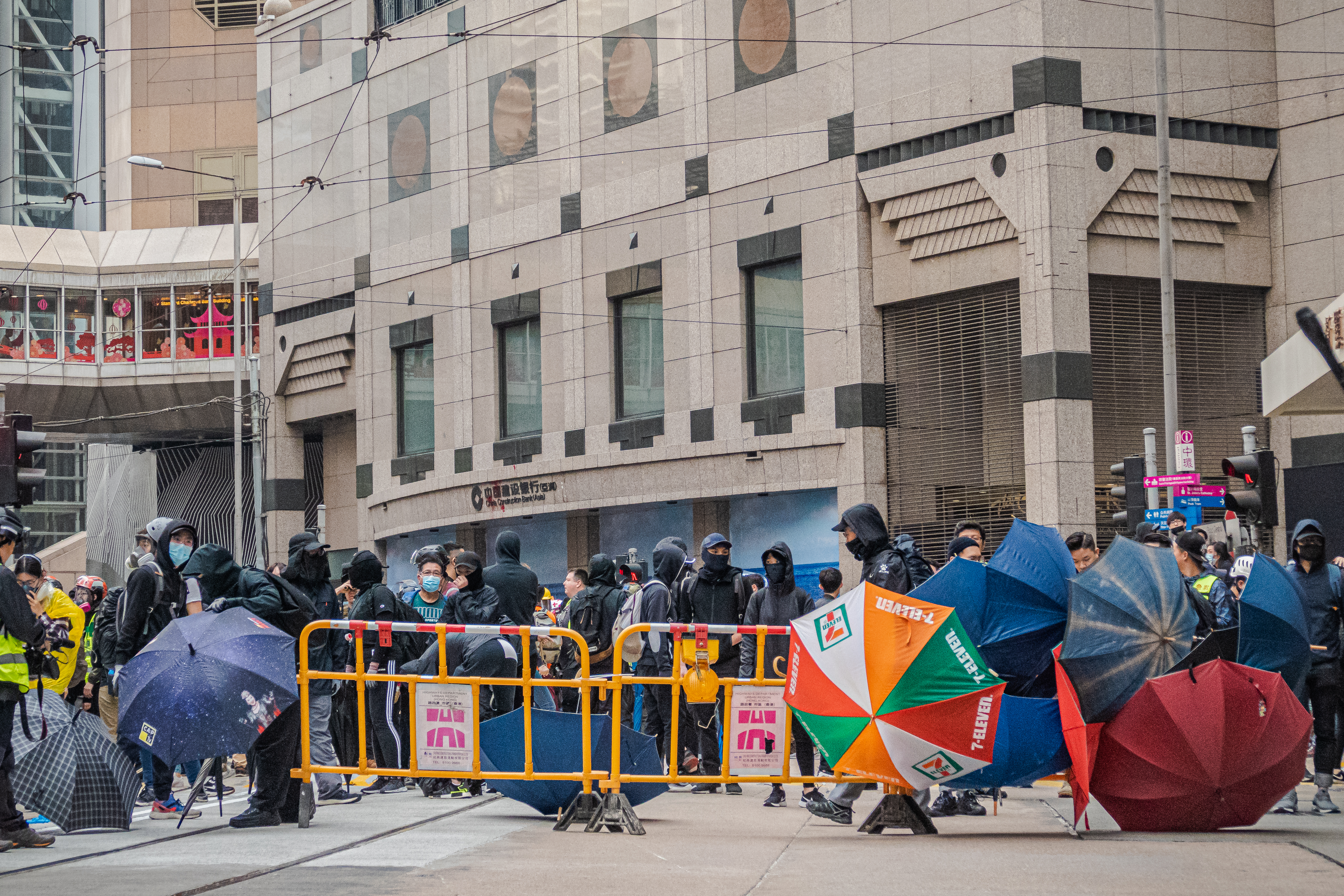
有人在中環德輔道中及雪廠街一帶以鐵欄、雪糕筒設路障
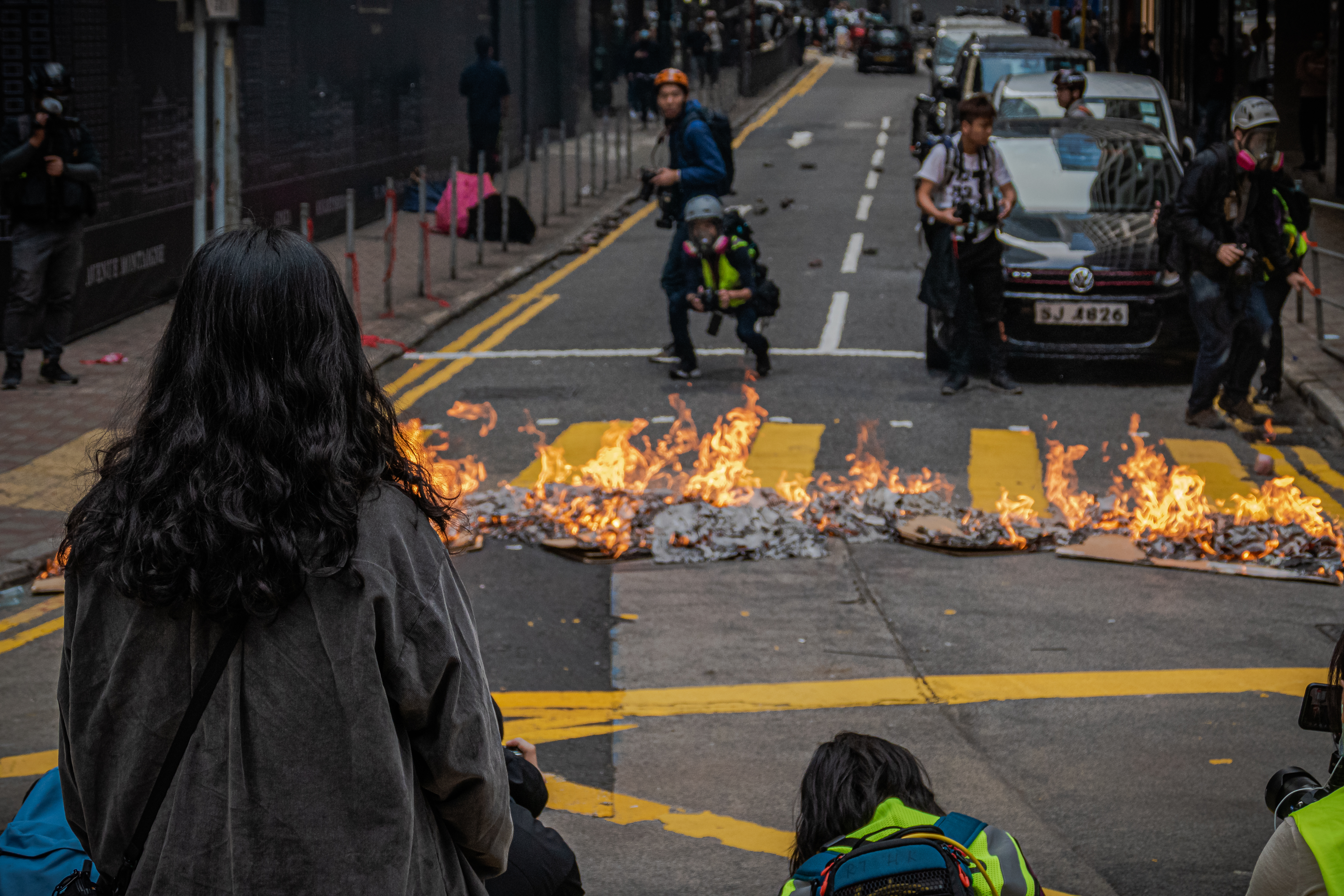
有人在雪廠街一帶縱火
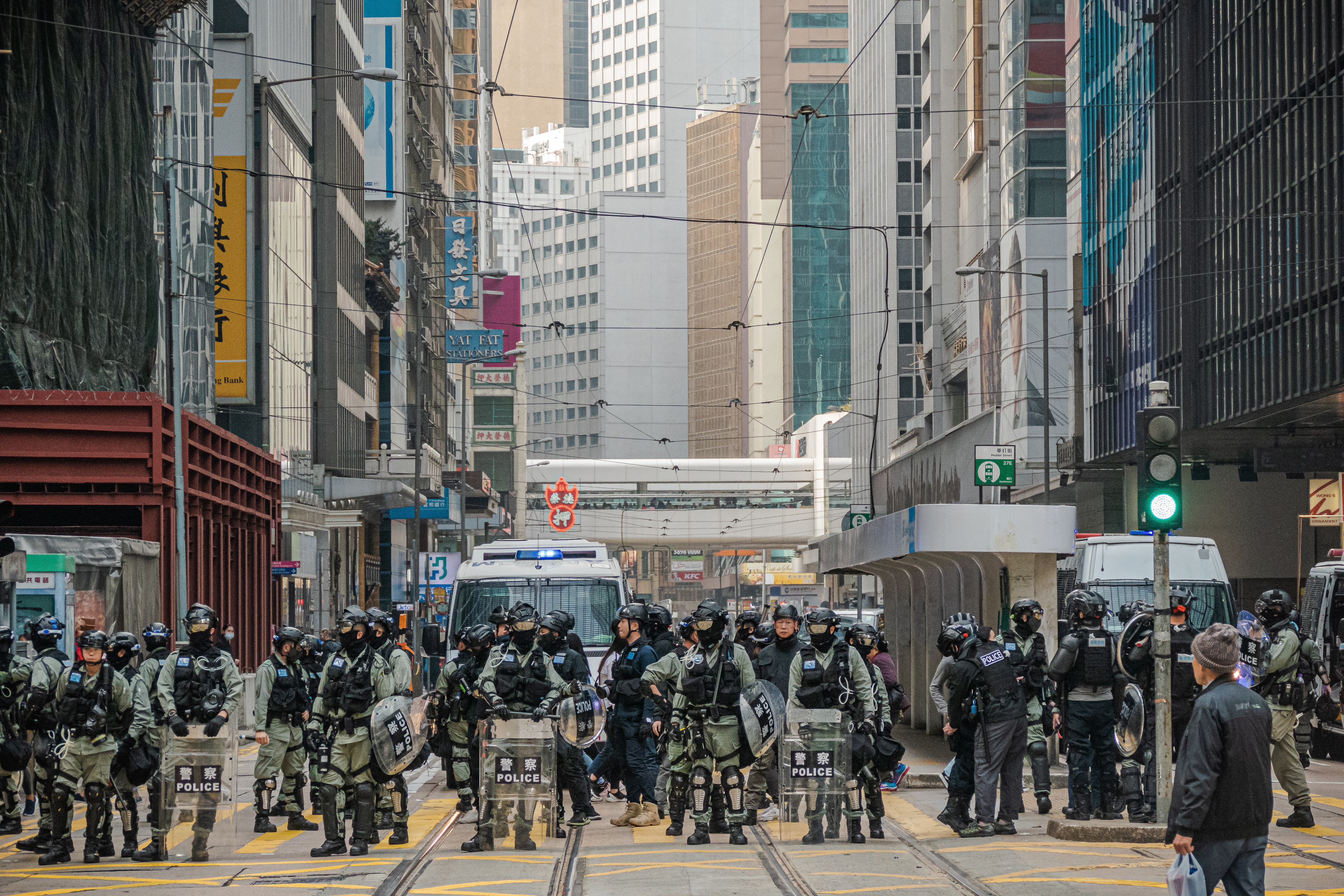
防暴警察在德輔道中戒備

## 衝突爆發

### 警民關係組警員被圍毆

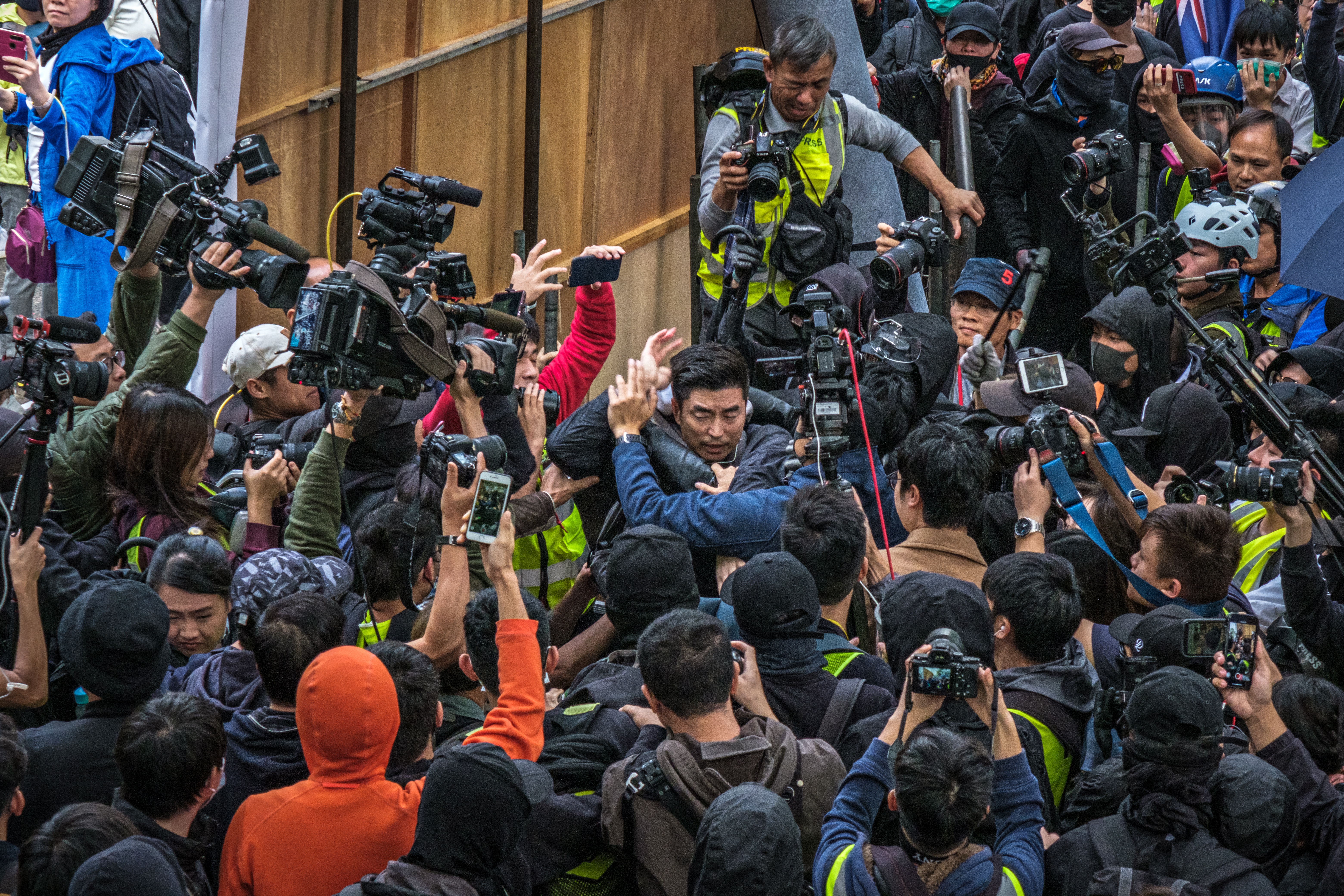
約下午4時半，有便衣警員突然進入遮打花園要求終止集會，但警員未有出示委任證，引起周邊集會人士不滿而被不停毆打

約下午4時半，2男1女便衣警民關係組人員進入會場與主辦單位溝通、要求終止集會。但警員在多次要求下仍拒絕出示委任證。期間示威者以木棍等武器圍毆襲擊警員，導致頭部流血後才展示委任證。三名被毆便衣警員逃至長江集團中心暫避。警方在遮打花園外施放催淚煙驅散在場人仕，同時有大批速龍小隊成員進行追捕。

### 警方暴力驅散

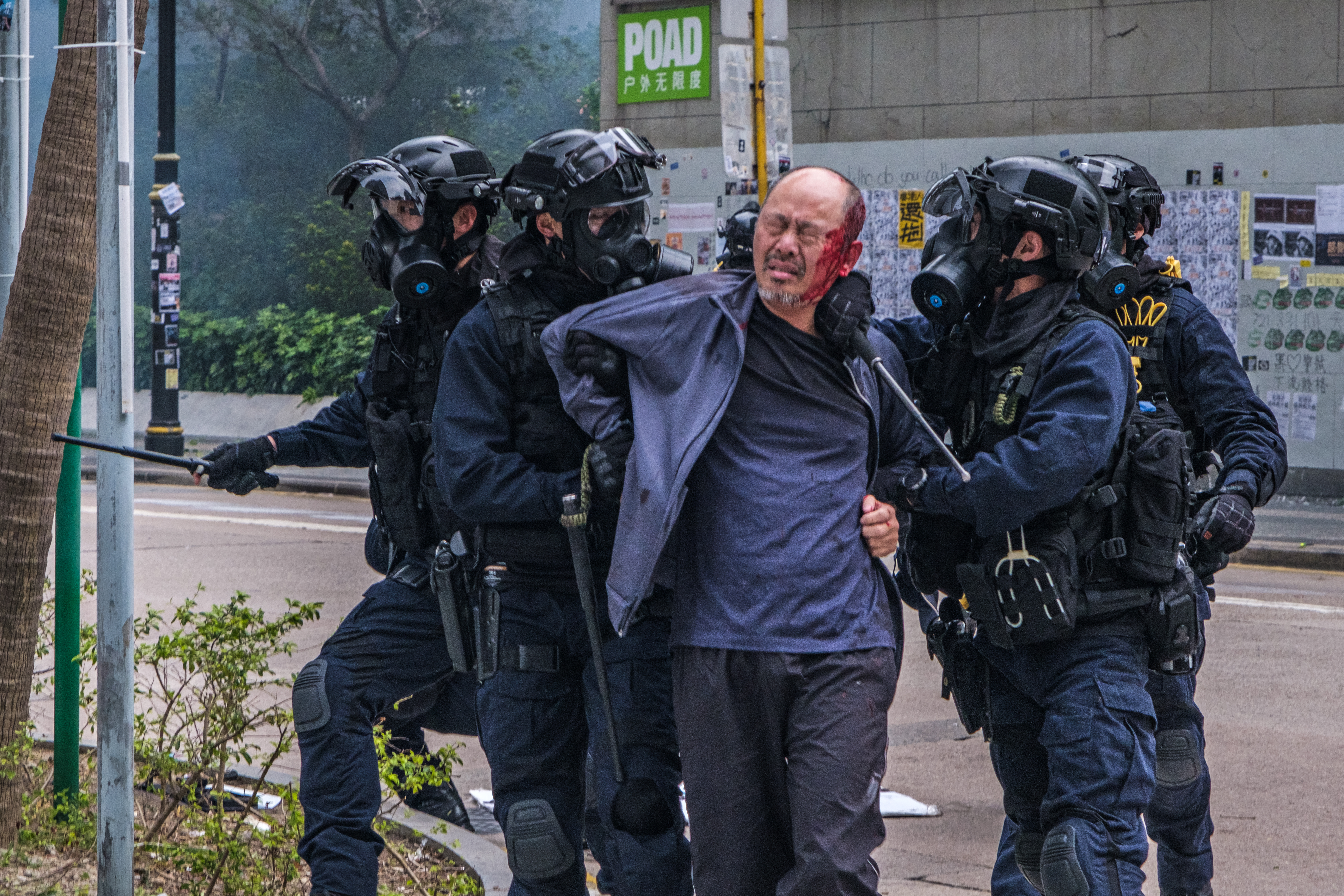
被速龍小隊制服的61歲中年男子，可見該名被捕者頭部嚴重受傷流血，引致留下永久傷痕，不過仍被控襲警罪成，判囚1個月

下午4時40分，警民關係組發表聲明，表示因在中環一帶的衝突，要求民間集會團隊結束集會，其後表示集會人士應向金鐘方向散去，並應前往中環或金鐘港鐵站乘撘港鐵離開。不過在同一時間，防暴警員及速龍跑到遮打花園驅散參與集會之市民，期間多次發射催淚彈，場面混亂。包括向公園樓梯未及疏散的人士掃射胡椒球彈和推撞現場記者、推開記者拍攝器材、及拉扯記者衣服。一名中年漢過馬路時也突然遭受速龍小隊上前拳打腳踢，頭部受傷不停流血。守護孩子成員上前調停時被發放胡椒噴霧並制服。
傍晚，警方呼籲聚集的人離開中環金鐘一帶，同時在近干諾道中一帶進行驅散和截查多名市民和記者，有10多人被捕。另一批防暴警察在遮打花園公廁內搜查一名男子，最後將他拘捕。
多條巴士線因驅散行動而改道，至大約下午8時，驅散行動大致結束，港島區巴士線回復正常。

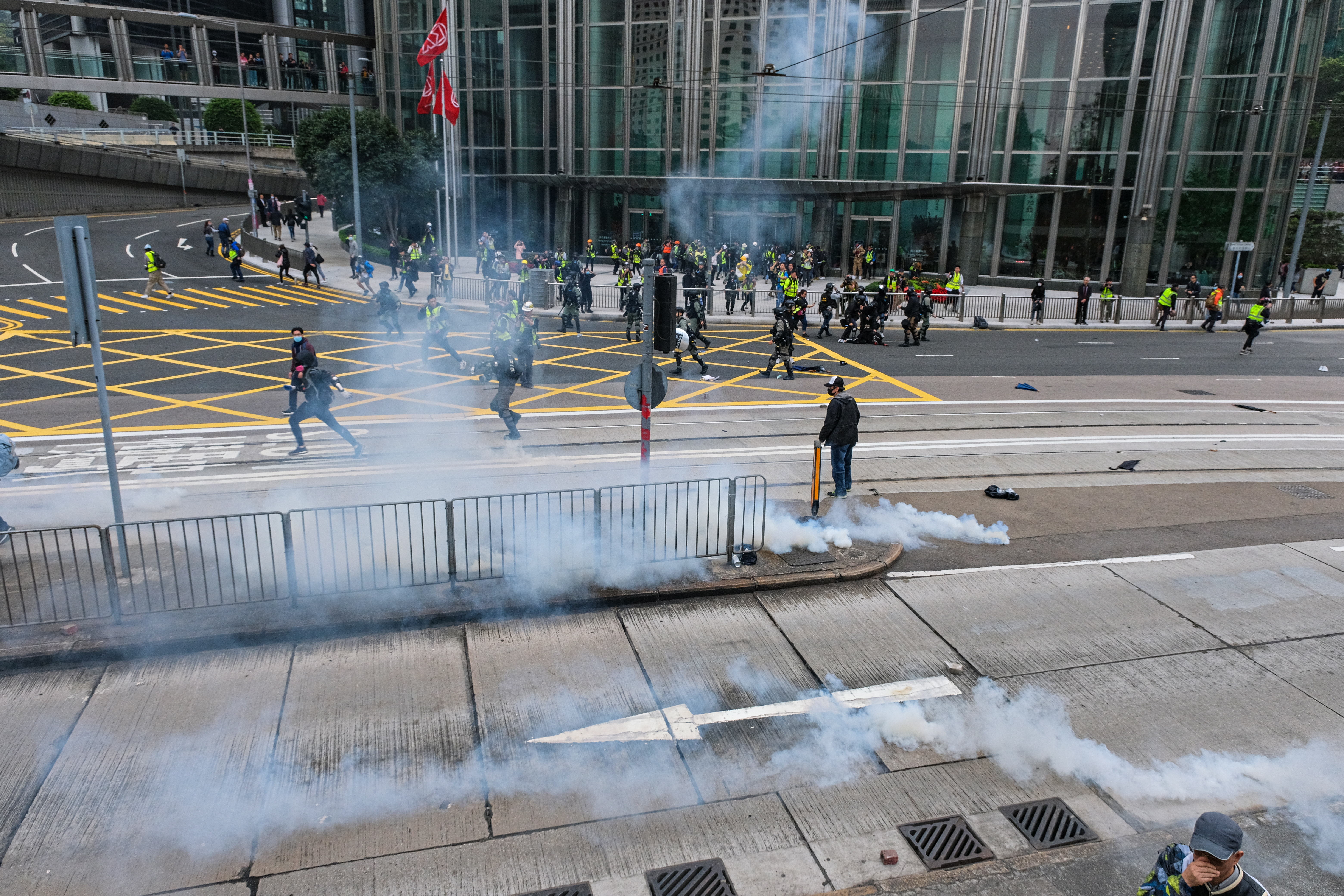
下午4時30分，防暴警員及速龍小隊在長江集團中心發射催淚彈
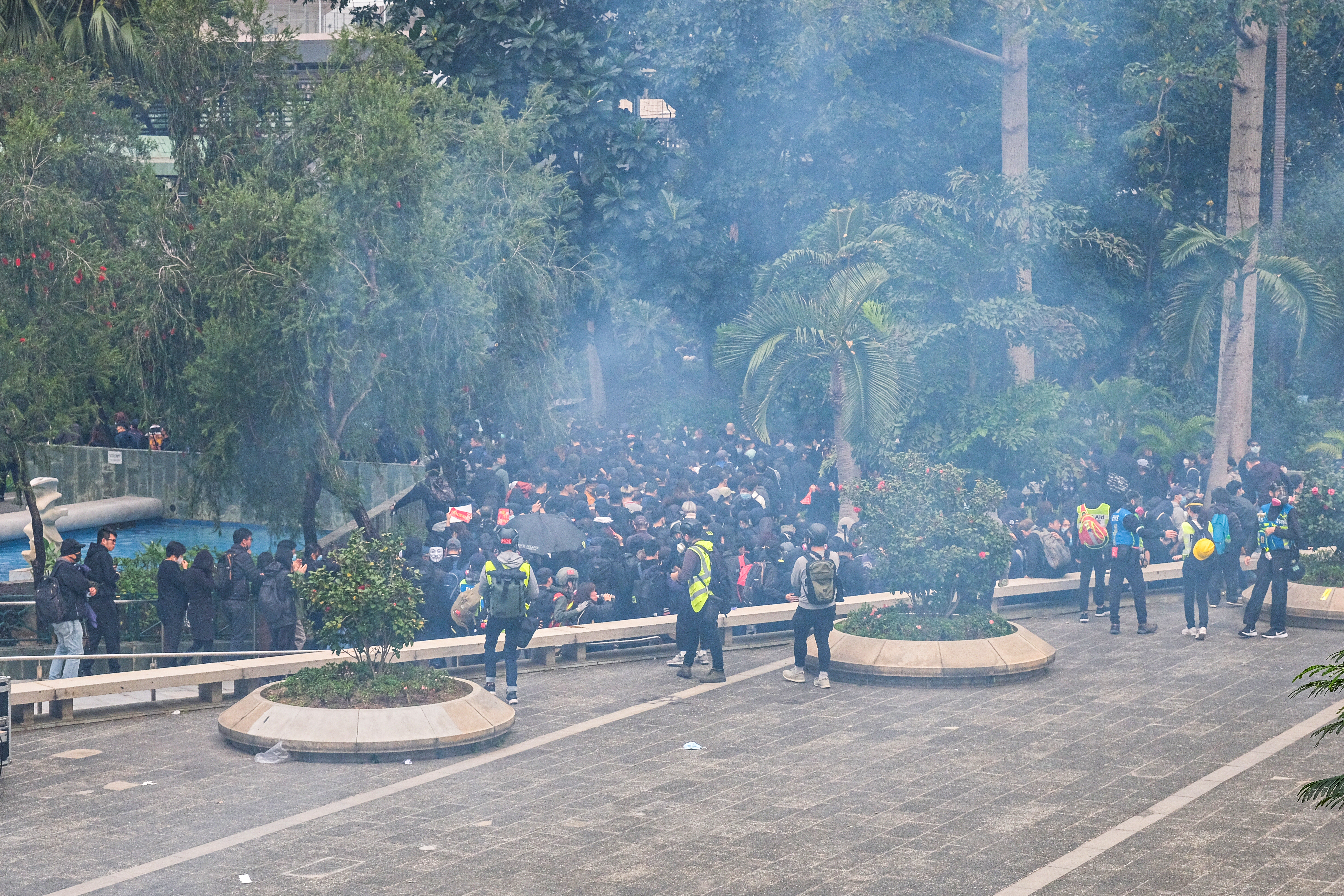
發射催淚彈後，遮打花園參與集會的大批市民在場煙霧瀰漫的環境下離開
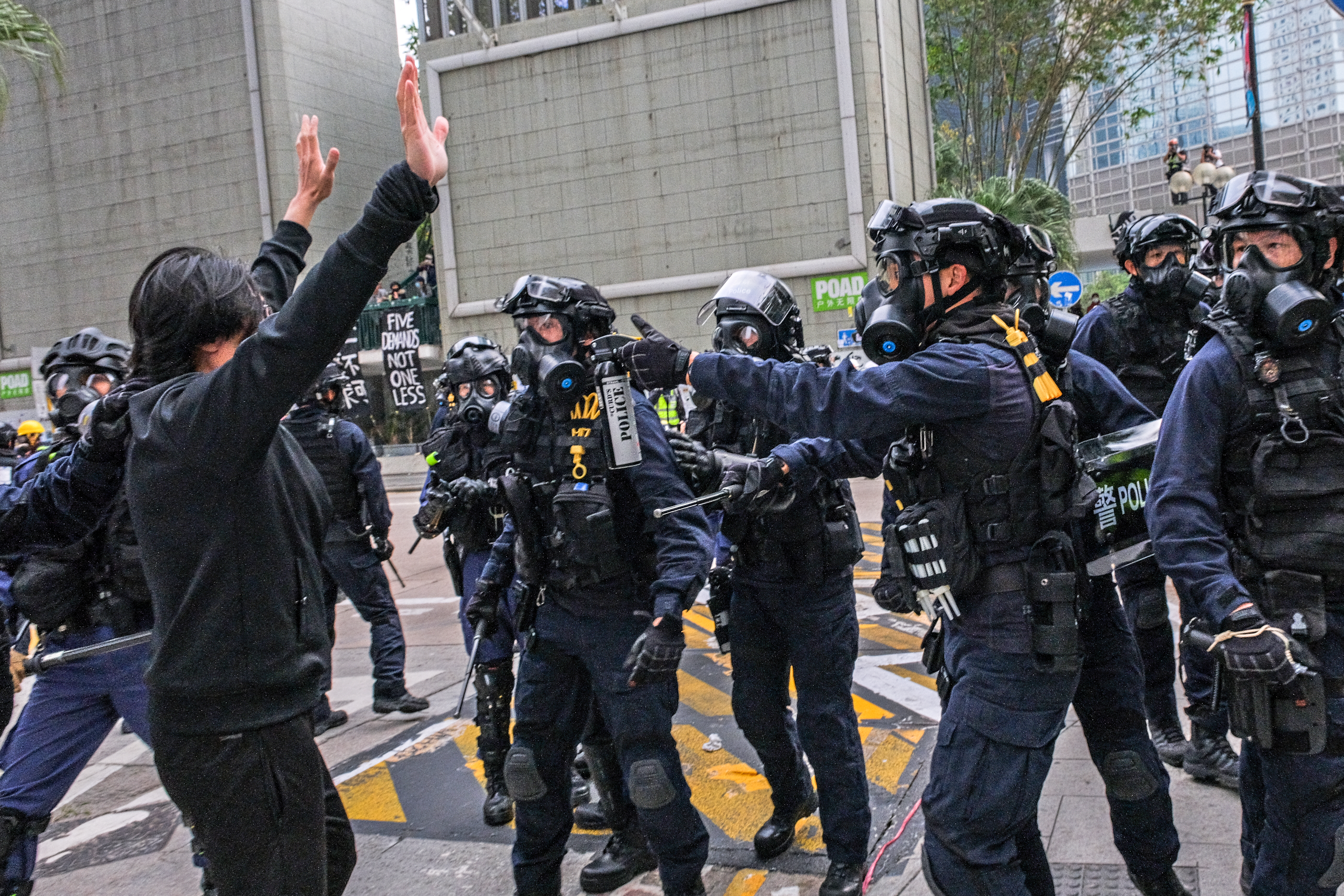
手持胡椒噴劑的特別戰術小隊人員，右側一名被瞄準的示威者舉起雙手表示無害
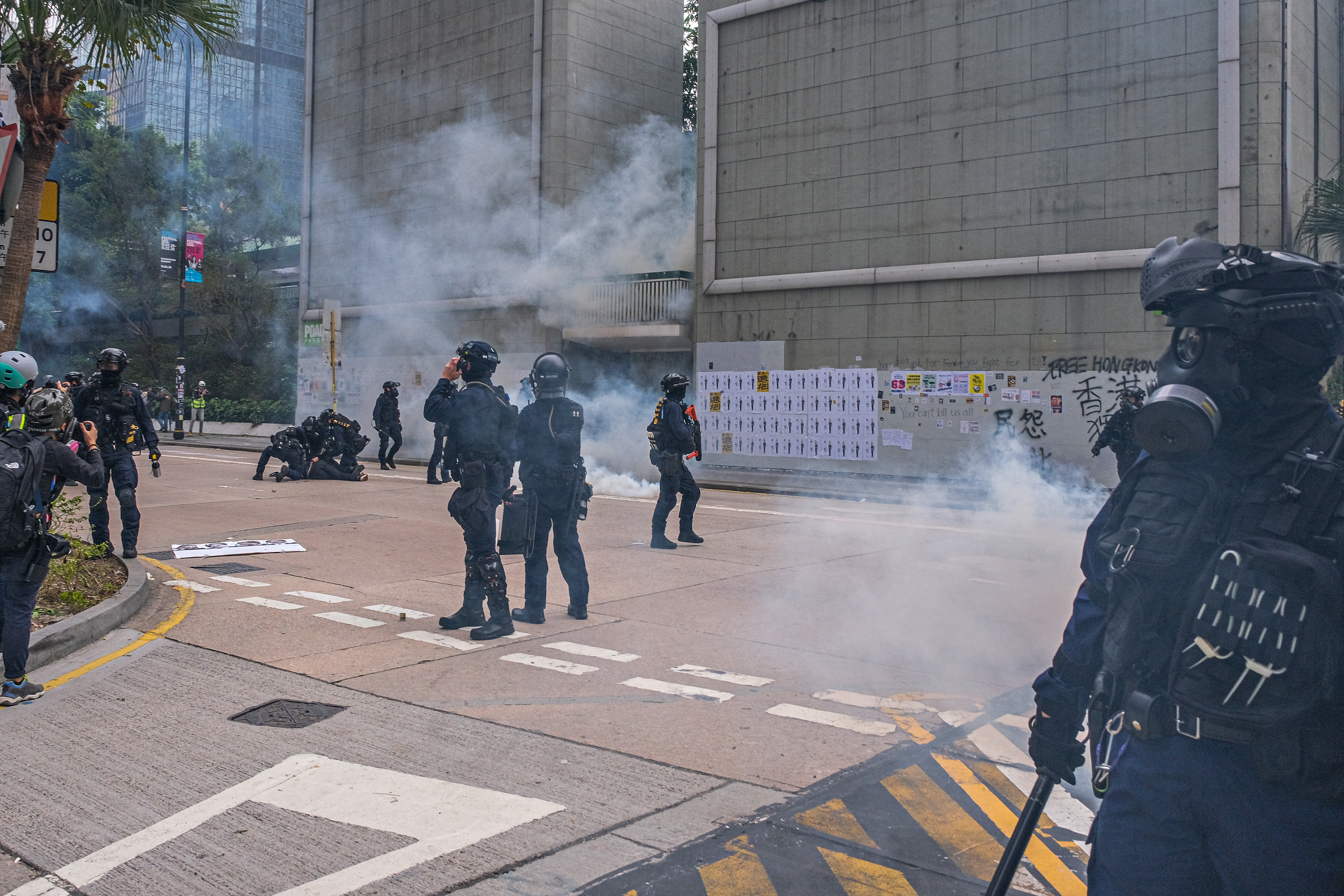
速龍小隊在遮打道
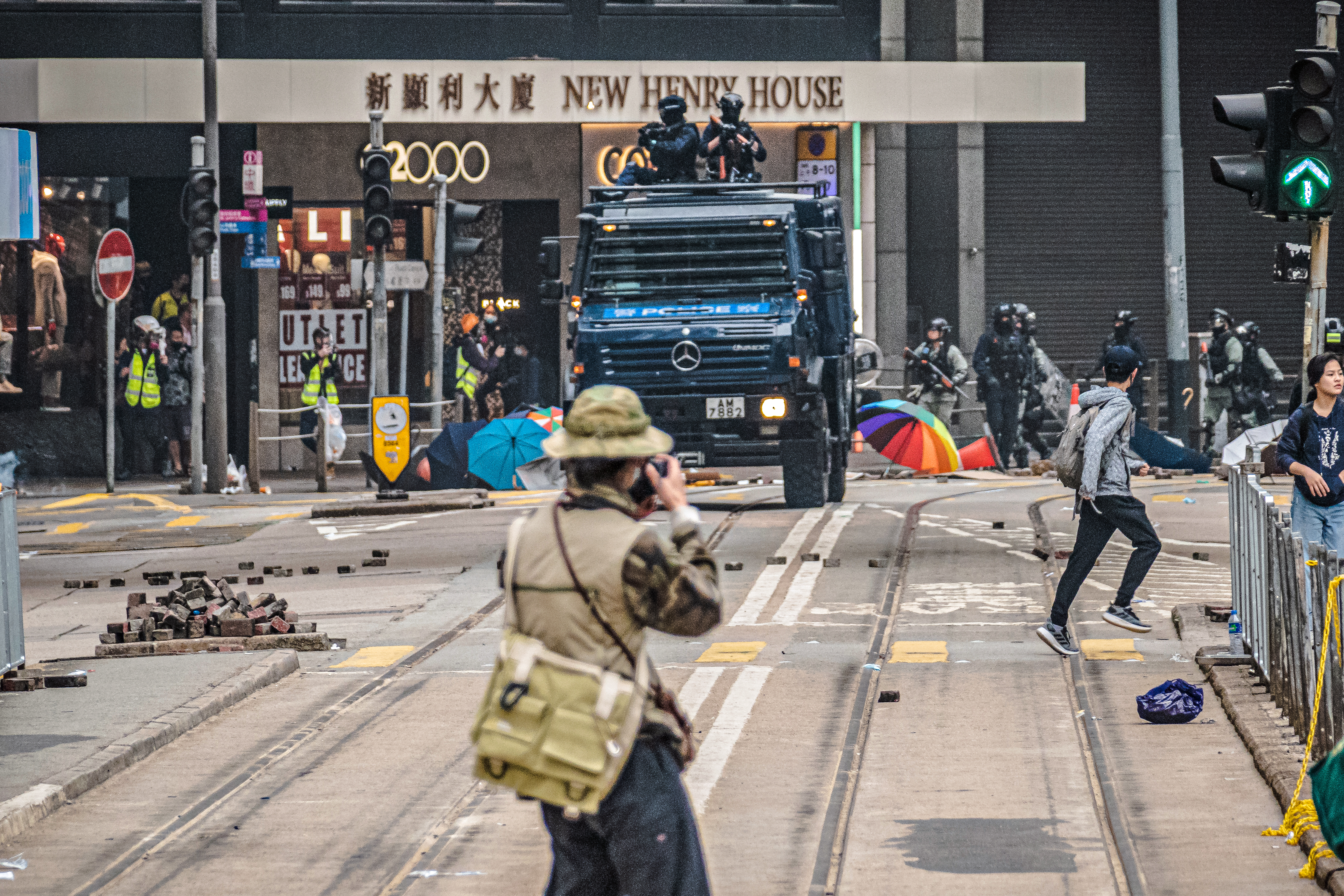
銳武裝甲車在德輔道中
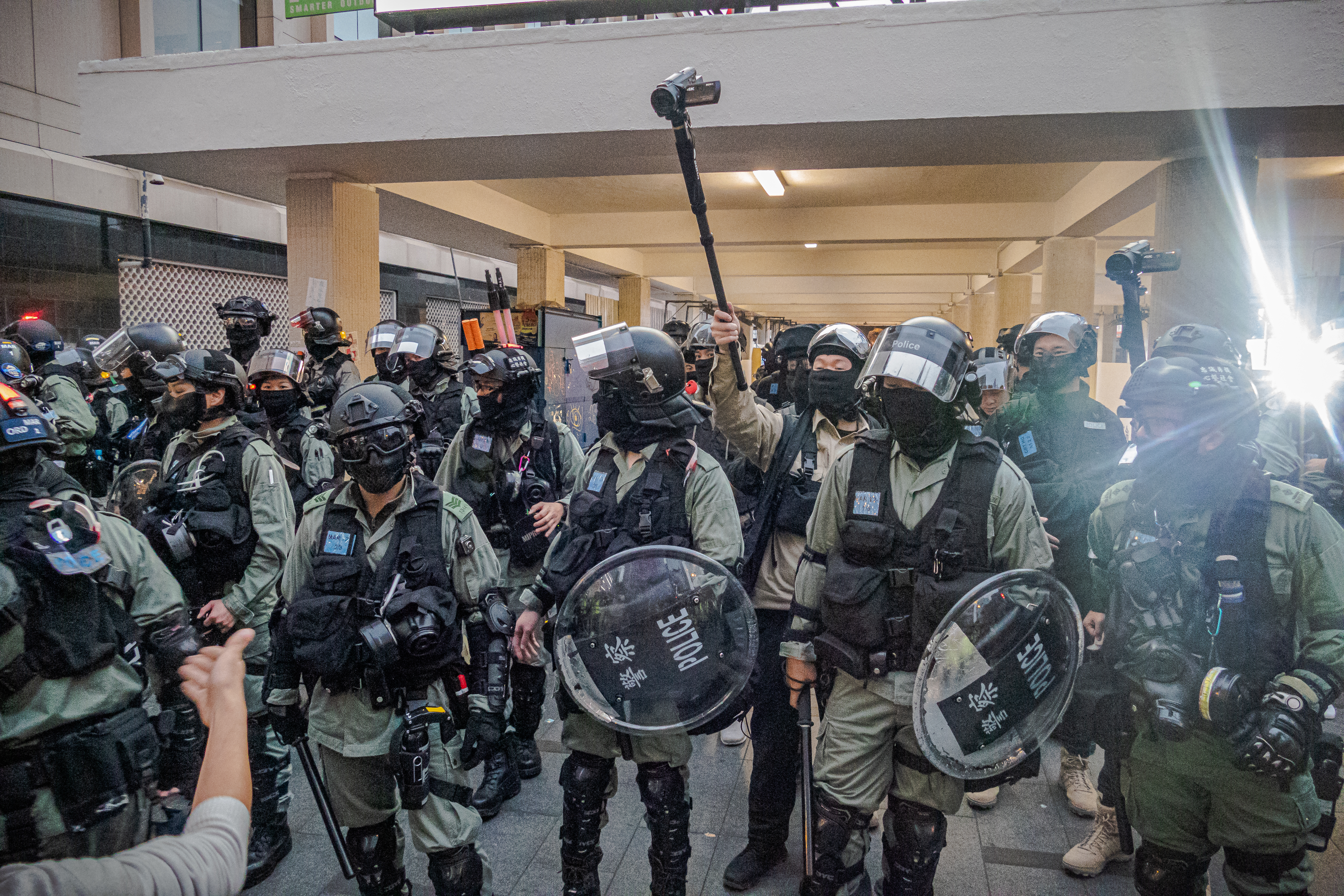
防暴警察在遮打道對出的行人隧道設封鎖線
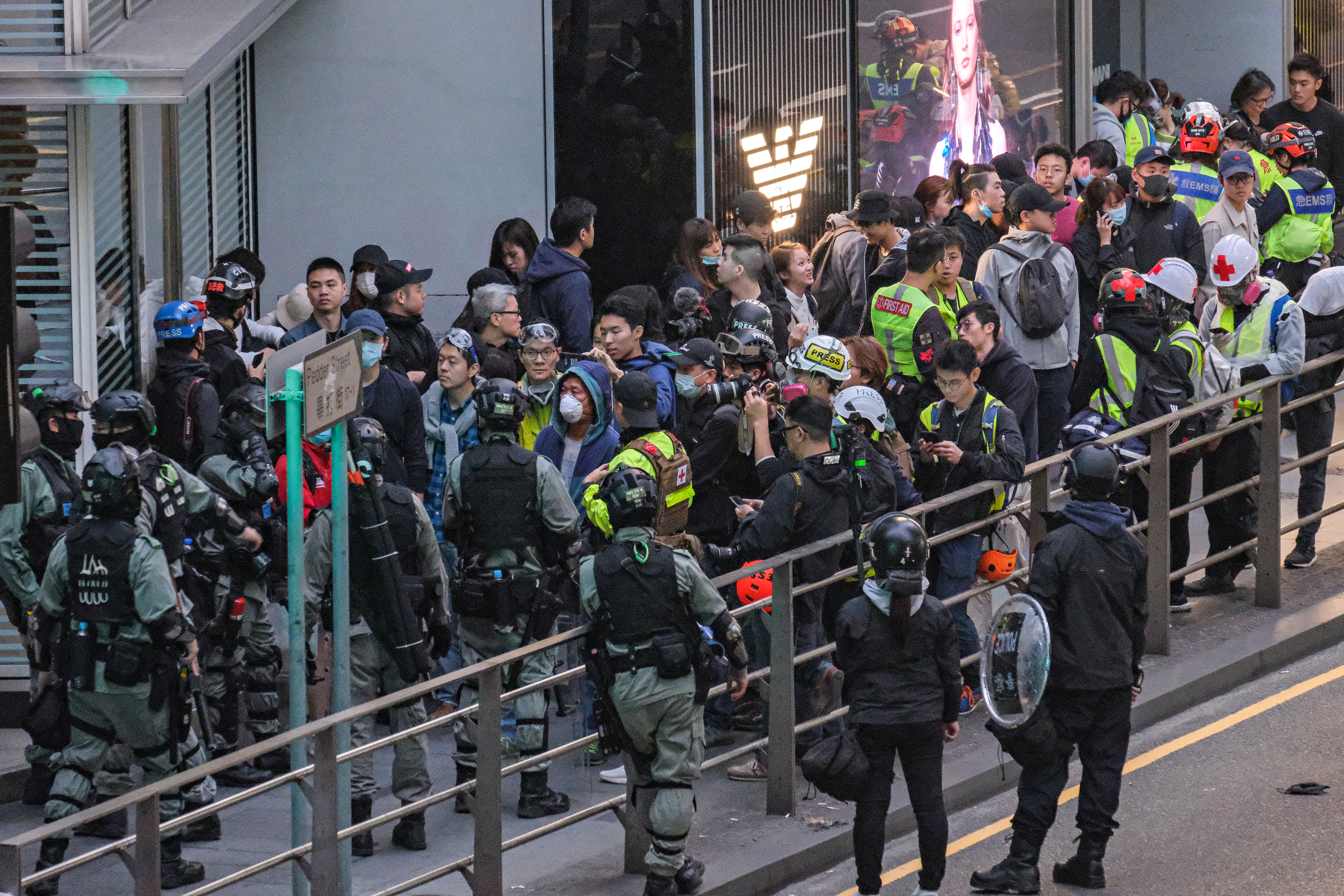
傍晚6時，多名市民在畢打街等候警員截查
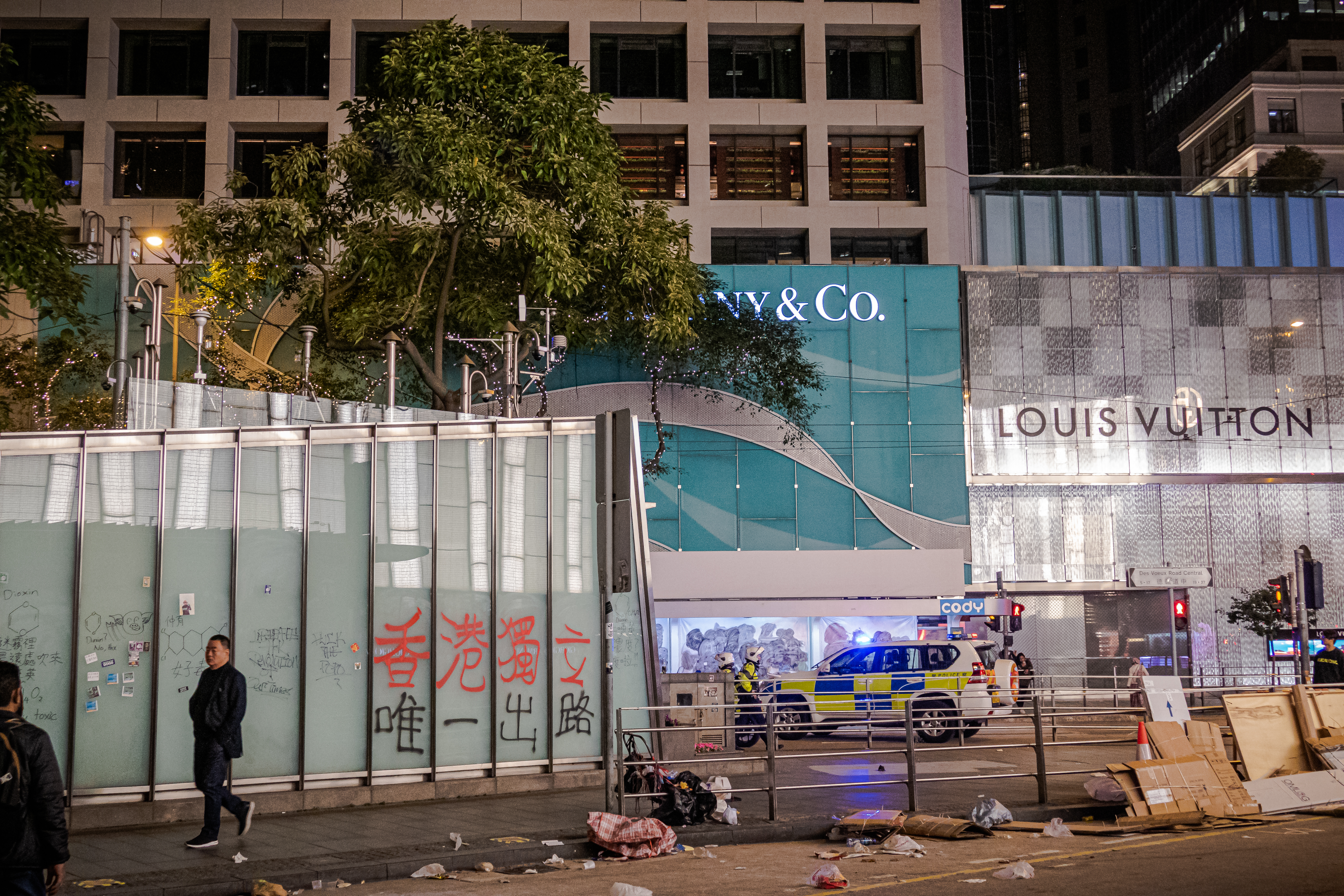
傍晚6時50分，驅散行動後的中環

### 警察襲擊記者及毀壞記者手機
《立場新聞》一名記者在金鐘採訪期間，被警員兩度截查，《立場》記者在第一次被截查期間，以手機攝錄過程，一名警員持續以記者身份證擋鏡頭，刻意阻礙記者拍攝長達 1分鐘，更將身份證推向鏡頭前。記者之後在同一地點第二度被警員截查，以手機直播期間，有警員搶奪記者的直播器材，更斥記者「陣間身份證又話直播上網咁點算呀？」、「到時影到私隱你又放上網。」在截查期間，有警員搶奪記者拍攝的手機，過程中毀壞記者手機螢幕。

## 後續事件

### 拘捕，提堂

#### 大會發言人劉頴匡被捕
劉頴匡於晚上在灣仔見記者後，大批警員突然到場，以「煽動群眾情緒」及「違反不反對通知書中『不得逼爆（擠滿）遮打花園』條件」為由拘捕。翌日，警方改控「阻差辦公」和「違反不反對通知書條件」。。後來，警方再次改稱為「未有適時協助解散有關集會及故意忽略執行警方命令」，因而違反香港法例第245章公安條例第17A條。他批評警方安排失當，需要為衝突負上最大責任。劉頴匡被控一項「煽惑他人參與非法集結」及一項「拒絕服從警務人員命令」罪，1月21日下午於東區裁判法院提堂。裁判官把案件押後到4月14日，並批准劉頴匡以10000元保釋，每星期到警署報到兩次，並下禁足令，不得到遮打花園一帶範圍。
後因疫情延至2020年5月15日再提堂。他早前各被控1項煽惑他人參與非法集結及拒絕服從警員命令罪名，今仍毋須答辯，案件押後至7月30日再訊；劉頴匡繼續獲准保釋外出。待控方索取法律意見後處理。
到2023年8月17日，劉頴匡被控煽惑他人參與非法集結等罪，獲存檔法庭。

#### 襲警及暴動
- 2020年3月12日，警方在在港島半山、黃大仙、藍田等拘捕7名涉案男子，年齡由13歲至34歲，當中6人年齡20歲以下，他們涉嫌有意圖傷人及非法集結。[33]其中3人被落案起訴「參與暴動」及「有意圖而傷人」，4月14日在東區裁判法院提堂。另4名介乎13至20歲男子則獲准保釋候查，須於4月中旬向警方報到。[34]

後因疫情延至2020年5月15日提堂。3男被告 - 學生李旭熙（20歲）、運輸工人陳國榮（34歲）及無業楊皓泓（19歲），涉在遮打花園及長江中心一帶襲擊3名警員，同被控一項暴動罪及各被控共5項有意圖傷人罪，今於東區裁判法院提堂。控罪指稱，3人於今年1月19日在中環遮打花園及長江中心一帶，與不知名的人參與暴動。陳、楊另涉同日在遮打花園，與不知名的人有意圖地傷害高級督察及警員X身體；李、陳則涉同日在中環長江中心一帶，與不知名的人有意圖地傷害高級督察、警員及女警員。
控方為涉案警員申請匿名令獲批准，並在庭上透露警方透過閉路電視片段確認3名被告身分，在警誡下亦有招認。3人獲准各以3萬元現金、每星期到警署報到一至兩次及禁足遮打花園一帶等條件保釋。案件押後至7月30日再訊。
3人否認控罪，經審訊後，2023年8月17日在區域法院由法官張潔宜裁決：
警員透過觀看公開媒體片段，鎖定一名目標人物，對比被告楊皓泓住所電梯的閉路電視截圖後，認為兩者為同一人。法官張潔宜指，警員在盤問下確認，目標人物與被告背包的款式有多處細節不同，其證供主要集中於目標人物的背包款式，故截圖人士與目標人物並非同一人。被告指截圖內人士與目標人物均是其本人，認為被告或因警員誘使、恐嚇或使用暴力下作出招認。負責拘捕的警員供稱已忘記行動細節，對辯方的質疑而作的解釋甚為牽強；處理證物的警員亦錯漏百出，紀錄不完整，沒有認真處理，故此拒納警員證供，裁定被告的招認不能呈堂。上述觀看片段的警員同意，案發時金鐘有大量相類同衣著的人士出現，加上遮打花園有多個出入口，沒有片段顯示該名目標人士由哪處離開。被告家中檢獲的背包，與目標人士的背包有多處不同，認為未能在毫無合理疑點下，證明被告為該目標人士，裁定楊皓泓面對的暴動罪和有意圖而傷人罪，均罪名不成立。
至於被告李旭熙和陳國榮，張潔宜則裁定兩人的招認均可呈堂。判詞指，警員確認沒向被告李旭熙讀出被羈留人士通知書的全部內容，惟法官認為被告在簽署前，有機會自行閱讀，對被告沒有不公。
張潔宜認為，若李旭熙受到威逼利誘，或警員曾與他事前操練，則他不會在錄影會面中「反口」稱不清楚事件。至於辯方指稱警員曾在車上拍打李的背部和面部，法官認為被告可向值日官提出投訴，他亦沒有在錄影會面中投訴被毆打，或要求接受治療。
至於辯方指警員在錄影會面前曾向被告陳國榮作出誘導。張潔宜認為，即使警員提問用詞及技巧不足，但沒對被告不公，認為警員作供清晰直接，在盤問下沒有動搖，接納為誠實可靠證人。
警員事後被指派追查涉案人士，其中一名戴骷髏圖案面罩的人士曾在長江中心外，以磚頭襲擊警員。警員翻查長江中心一帶的閉路電視，發現該人士沿中環方向離去，惟未能追查該人士的去向。及後警員在西營盤一帶巡邏時，發現疑似涉案人士，警員遂記下其住址等資料，核實閉路電視片段後，辨認該人士為被告李旭熙。警員反覆觀看多段公開媒體，及不同地點的閉路電視片段，對被告的特徵有深入觀察，綜合被告的衣裝、同伴及走路姿態作出辨認。法官認為，案發當天不可能碰巧有另一人與被告有類同外形特徵、類似背包、有同伴同行，加上警方在被告家中發現骷髏圖案面罩等物品，故裁定李旭熙案發時參與長江中心的暴動。暴動罪罪成。
至於被告陳國榮在錄影會面指，當日在長江中心打算不讓警員離去，只屬圍觀，沒有毆打警員。張潔宜指，警員遭襲擊時，被告承認看見黑衣人襲擊警員，但他仍身處人群之中，法官認為他身在其中鼓勵其他人繼續包圍及襲擊警員，裁定他暴動罪成。另指，案中沒證據顯示，兩人與他人達成協議意圖襲擊警員，當日是獨自前往現場，沒與其他襲擊者接觸，故此裁定其面對的串謀有意圖而傷人罪不成立。
法官張潔宜就指代表李旭熙的大律師求情申請被告索取勞教中心報告指出，勞教中心的扣押期較短，不足以反映案件嚴重性，拒絕索取勞教中心報告，並下令兩名被告還押至9月1日，連同早前已認罪還押的被告黃家熙（17歲，學生）判刑。
2023年9月21日，區域法院法官張潔宜作出判刑：
李旭熙（23歲，學生），暴動罪罪名成立，入獄58個月，「串謀有意圖而傷人罪」罪名不成立；陳國榮（37歲，運輸工人），暴動罪罪名成立及一項於遮打花園的暴動罪以及有意圖而傷人罪因開審前認罪，入獄57個月，「串謀有意圖而傷人罪」罪名不成立；黃家熙（20歲，學生），暴動罪因開審前認罪，下調至入獄40個月。
- 一名被速龍小隊過度武力毆打的61歲家庭司機，引致留下永久傷患。他被控推撞一名速龍小隊成員的胸口及用拳頭打下巴，2020年7月31日，裁判官香淑嫻以速龍小隊證人道出事實，誠實可靠，認為沒有對被告使用任何武力，接納警員證供。反批評被告慢條斯理行出馬路的行為屬挑釁，裁定他罪名成立，判囚一個月。[38]

#### 涉高呼「將警察剁成肉醬」囚5個月
2020年1月24日，警方起訴63歲患有糖尿病多年，何姓退休男子，他被控1項在公眾地方作出擾亂秩序行為罪，案件在東區裁判法院提堂。控罪指被告於1月19日在港鐵金鐘站B出口外用揚聲器重複地大喊：「過去人民起義係要將警察剁剁⋯⋯係剁成肉醬」、「三萬警察沒有一個係無辜嘅」，以及提議用無人機襲擊警察總部。裁判官准被告以1000元保釋候訊。也批准控方申請，案件押後到4月7日再訊，以待警方作進一步調查和諮詢法律意見。到2021年1月14日，被裁定一項公眾地方擾亂秩序罪名成立，東區裁判法院裁判官劉綺雲指他高呼歷時10分鐘的目的是煽動他人不滿警察和仇警的情緒，嚴重危害警察安全，亦會煽動他人不守法，並鼓勵他人訴諸暴力。若有暴力事件發生，可能會將衝突延伸至港鐵車站內的月台和列車等範圍，影響列車服務外，更令更多人無辜受牽連，被判囚5個月。被告雖然表明會就定罪及判刑提出上訴，但申請保釋候上訴遭拒絕。

#### 集會藏螺絲批扳手 被判監禁9個月
1名24歲兼職補習導師和1名24歲前機電工程署技工，於2020年1月19日在集會上遭搜出管有螺絲批、士巴拿、錘仔、鉗、電筒等工具。2人各被控「管有適合作非法用途的工具並意圖用作非法用途使用」罪。他們均否認控罪，於東區裁判法院受審後，於上月底被裁定罪名成立。10日裁判官劉綺雲在宣判時表示，雖然被告沒有意圖用工具傷人，但為保障公眾安全及秩序，法庭須判阻嚇刑罰，不宜判入勞教中心。裁判官亦指兩名被告自辯不可信，不相信涉案工具用作維修冷氣機。由於2人管有的工具破壞力相若，故一同以10個月為量刑起點，考慮2人有遲來的悔意，酌情扣減1個月，判2人即時入獄9個月。

#### 被控暴動、有意圖傷人等罪
5名年齡介乎17至34歲的被告，被控在遮打花園參與暴動、有意圖使高級督察身體受嚴重傷害。餘下4人被控暴動等罪，一人認罪、一人否認部分控罪、另兩人則不認罪受審。案件於2023年8月17日在區域法院裁決。法官張潔宜指，案發時 19 歲男生與片段目標人物的背包款式多處細節不同，裁定其暴動及有意圖而傷人罪不成立，當庭釋放。而 20 歲學生家中搜出的骷髏圖案面罩與片段人士相同；34 歲運輸工在警誡下承認警員遭襲擊時身處人群中，法官認為他身在其中鼓勵他人施襲，裁定兩人暴動罪成。但因沒證據顯示，他們與其他襲擊者有接觸，裁定串謀有意圖而傷人罪不成立。案件押後至9月1日判刑，兩名罪成被告須還押候判。到判刑當日，法官張潔宜指，本案源於警方要求終止集會，當時在場人士感不滿，知悉警員身分下包圍並對其施襲，其中兩被告因涉參與襲擊而需加刑。法官指，本案屬突發性，施襲人數不多及歷時短暫，因被告年輕、無案底或同意大部分案情等因素而減刑，最終判處監禁40至58個月。

#### 旺角示威現場拒捕罪脫
一名在2019年6月12日在金鐘中橡膠子彈的59歲退休男子，被控在1月19日於旺角登打士街「潮流特區」外和一名女子坐在路邊時被指抗拒警員，被控一項拒捕罪，他否認控罪。西九龍裁判法院裁判官劉淑嫻稱被告未有做出擾亂秩序行為，未能充分證明警員合法拘捕，裁定他罪名不成立。他散庭後表示，雖然裁決還他公道，但不滿警員當日使用過分武力，令他牙齒斷裂，更因腳部受傷引致行動不便，並跌斷腳趾骨。他早前已向投訴警察課投訴。

## 反應

### 民間集會團隊
民間集會團隊發言人劉頴匡聲稱群眾變得鼓躁及「不受控制」的原因是警員在多次要求下仍拒絕出示委任證，又指警方需要為衝突負上全責。劉頴匡被捕後，民間集會團隊發言人解釋指劉頴匡只是行使市民的權力，以及集會場地並沒有擠滿人，認為警方的指控無理。

### 香港特區政府
香港特區政府發言人稱，對有人要求外國政府干涉香港事務及實施制裁感極度遺憾，重申外國不應干預港府內部事務。

### 香港警務處
警方指「受傷的警務人員並沒有防暴裝備，遇襲後即使已經離開現場，仍然繼續被多名暴徒以棍和其他武器不停毆打，暴徒行為令人髮指」。港島總區總部高級警司（行動）吳樂俊指，施放催淚彈是「逼於無奈」，並且看不到有警員刻意射催淚彈至遮打花園，稱「主辦單位竟然話係疑似便衣警，將被襲擊嘅責任推俾警方，故意刁難，挑動在場人士情緒，我哋係感到非常之憤怒」。